# Индиан-Шорс (Флорида)
Индиан-Шорс (англ. Indian Shores) — муниципалитет, расположенный в округе Пинеллас (штат Флорида, США) с населением в 1705 человек по статистическим данным переписи 2000 года.

## География
По данным Бюро переписи населения США муниципалитет Индиан-Шорс имеет общую площадь в 2,33 квадратных километров, из которых 0,78 кв. километров занимает земля и 1,55 кв. километров — вода. Площадь водных ресурсов округа составляет 66,52 % от всей его площади.
Муниципалитет Индиан-Шорс расположен на высоте 1 м над уровнем моря.

## Демография
По данным переписи населения 2000 года в Индиан-Шорс проживало 1705 человек, 483 семьи, насчитывалось 989 домашних хозяйств и 2547 жилых домов. Средняя плотность населения составляла около 731,76 человек на один квадратный километр. Расовый состав населённого пункта распределился следующим образом: 98,36 % белых, 0,23 % — чёрных или афроамериканцев, 0,06 % — коренных американцев, 0,41 % — азиатов, 0,06 % — выходцев с тихоокеанских островов, 0,76 % — представителей смешанных рас, 0,12 % — других народностей. Испаноговорящие составили 3,46 % от всех жителей.
Из 989 домашних хозяйств в 5,8 % воспитывали детей в возрасте до 18 лет, 41,1 % представляли собой совместно проживающие супружеские пары, в 5,2 % семей женщины проживали без мужей, 51,1 % не имели семей. 42,8 % от общего числа семей на момент переписи жили самостоятельно, при этом 17,7 % составили одинокие пожилые люди в возрасте 65 лет и старше. Средний размер домашнего хозяйства составил 1,72 человек, а средний размер семьи — 2,26 человек.
Население муниципалитета по возрастному диапазону по данным переписи 2000 года распределилось следующим образом: 6,1 % — жители младше 18 лет, 2,6 % — между 18 и 24 годами, 19,2 % — от 25 до 44 лет, 40,0 % — от 45 до 64 лет и 32,1 % — в возрасте 65 лет и старше. Средний возраст жителей составил 56 лет. На каждые 100 женщин в Индиан-Шорс приходилось 96,4 мужчин, при этом на каждые сто женщин 18 лет и старше приходилось 93,6 мужчин также старше 18 лет.
Средний доход на одно домашнее хозяйство составил 45 000 долларов США, а средний доход на одну семью — 61 641 доллар. При этом мужчины имели средний доход в 45 375 долларов США в год против 35 875 долларов среднегодового дохода у женщин. Доход на душу населения составил 45 000 долларов в год. 5,4 % от всего числа семей в населённом пункте и 6,9 % от всей численности населения находилось на момент переписи населения за чертой бедности, при этом 9,3 % из них были моложе 18 лет и 9,8 % — в возрасте 65 лет и старше.